# Verdrag van Groenland
Het Verdrag van Groenland, voluit het Verdrag houdende wijziging van de Verdragen tot oprichting van de Europese Gemeenschappen voor wat Groenland betreft, was een overeenkomst tussen de lidstaten van de Europese Gemeenschappen betreffende de uittreding van Groenland uit de Europese Gemeenschappen. In 1982 hadden de inwoners van Groenland in een referendum aangegeven dat ze niet langer lid wilden zijn van de EG. Het verdrag trad in werking op 1 januari 1985 en Groenland trok zich op 1 februari van dat jaar terug uit alle instellingen van de EG. De uittreding van Groenland voorzag enkele amendementen op eerdere verdragen van de Europese Gemeenschappen. Zodoende is het verdrag een integraal deel van de constitutionele basis van de Europese Unie. Het besluit van Groenland om zich terug te trekken stond in nauw verband met het gegeven dat het land in 1979 zelfbestuur had verworven van Denemarken. Groenland wilde beperkte externe invloed en wilde bescherming van haar visrijke wateren.